# Kristin, figlia di Lavrans
Kristin figlia di Lavrans (Kristin Lavransdatter) è un ciclo di romanzi di Sigrid Undset (1882-1949) in tre parti: La ghirlanda (1920), La signora di Husaby (1921) e La croce (1922). L'opera ha valso a Sigrid Undset il Premio Nobel per la Letteratura nel 1928. Kristin figlia di Lavrans è una trilogia di carattere religioso, pregna di quella fede cattolica a cui Sigrid Undset si sarebbe convertita ufficialmente qualche anno dopo.
Da Kristin figlia di Lavrans è stato tratto un film del 1995 con la regia di Liv Ullmann.

## Tematiche
Kristin figlia di Lavrans è ambientato nella Norvegia del 1300. La protagonista è Kristin, figlia del ricco proprietario terriero Lavrans. Il romanzo ripercorre la sua vita da quando è bambina fino, ormai un'anziana vedova, alla sua morte. Lo sfondo storico è ricco di ogni dettaglio: cibo, andamento della fattoria, usanze religiose e norme morali.
Il tema centrale del romanzo è la storia d'amore tra Kristin ed Erlend, ma anche i punti di vista degli altri personaggi ricoprono importanza. L'amore tra i due protagonisti non è descritto come disonorevole o ripugnante, bensì giusto. Una volta che il peccato è stato commesso, non si può tornare indietro ma si devono affrontare le conseguenze pratiche nel miglior modo possibile: Kristin diventa la moglie legittima di Erlend e lui e i loro figli sono sue responsabilità.

## La ghirlanda
La prima parte dell'opera tratta dell'infanzia di Kristin e della sua stretta relazione col padre Lavrans. Vivono nella fattoria di Jørundgård a Sel, nel Gudbrandsdalen. 
Si racconta dell’incidente occorso alla sorella minore di Kristin, Ulvhild, che rimarrà inferma, e dei rapporti della protagonista con un ragazzo chiamato Arne, il quale prova dei sentimenti per la ragazza non ricambiati. 
La protagonista viene promessa sposa a Simon Darre.
Dopo la morte di Arne e un tentato stupro ai danni di Kristin, quest'ultima viene mandata a Oslo, dove viene salvata da un uomo di nome Erlend da un'aggressione. I due si innamorano.
Erlend è bello e pieno di fascino. Non ha un'ottima reputazione (egli aveva avuto due figli da una donna chiamata Eline senza che i due fossero sposati), ma Kristin non riesce a dominare l'amore che prova per lui. Intraprende una relazione illecita con Erlend ed è decisa a far valere la propria volontà sui genitori. Rompe il fidanzamento con Simon. Kristin resta incinta ma non lo rivela a nessuno. 
Si assiste allo scontro tra Kristin e i genitori e anche tra i genitori stessi, Lavrans e Ragnfrid.
Erlend e Kristin devono affrontare molte difficoltà. Un giorno Eline si presenta ai due e offre a Kristin un bicchiere contenente veleno. Erlend ferma l'amata prima che beva la pozione e obbliga Eline a bere il liquido. Eline muore e i due innamorati nascondono il tutto anche grazie all'aiuto di monna Aashild e del marito.
Il romanzo si chiude con il matrimonio tra Kristin ed Erlend e una chiarificazione tra i due genitori.

## La signora di Husaby
In La signora di Husaby Kristin è presente come moglie e madre. L'amore per Erlend è ancora forte, ma la vita insieme non è come lei si aspettava. Kristin si occupa della fattoria e dei bambini.
Kristin è anche turbata dal suo senso di colpa nei confronti dei genitori (Lavrans muore prima della nascita del sesto figlio di Kristin e Ragnfrid due anni dopo), in particolare del padre, e soprattutto di Dio. Kristin si reca in pellegrinaggio a Nidaros per fare ammenda dei suoi peccati. Raggiunge la tomba di Sant'Olav a piedi nudi e offre la corona indossata al matrimonio.
Erlend è superficiale e irresponsabile e la tradisce. Kristin lo perdona ma non riesce a dimenticare.
A causa di questo tradimento, viene alla luce la congiura ai danni del re di cui Erlend era ideatore. Il marito della protagonista viene allora arrestato e poi liberato anche grazie all'aiuto di Simon Darre, che durante tutta la durata della prigionia di Erlend è stato vicino a Kristin di cui è ancora segretamente innamorato, nonostante nel frattempo egli abbia sposato la sorella minore di lei, Ramborg.

## La croce
Nonostante Erlend ora sia libero, gli vengono confiscati tutti i propri beni, così Erlend, Kristin e i loro sette figli (Nikulaus, Björgulf, Gaut, Ivar, Skul, Munan e Lavrans) si trasferiscono a Jörundgaard.
I rapporti tra Erlend e Simon si incrina, dopo che quest'ultimo era venuto a sapere che anche i propri fratelli erano parte della congiura; la vera causa dell'inimicizia tra i due però è l'amore di Simon per Kristin.
Una sera Kristin e il marito litigano e Erlend decide di andarsene. Si trasferisce quindi a Haugen. 
Simon muore e Ramborg sposa un altro uomo.
Passano i mesi e Erlend e Kristin vivono ancora separati, nonostante i figli vadano spesso a trovare il padre. Dopo aver discusso con un sacerdote, Kristin va da Erlend e resta con lui per qualche giorno. Rimane incinta. La donna prega il marito di tornare a Jörundgaard, ma nonostante sia innamorato della moglie, Erlend decide di restare in montagna. Sono riusciti a far pace e si promettono di rivedersi in futuro, convinti entrambi che l'altro tornerà entro Natale. Kristin però non riesce ad andare a Haugen a causa della gravidanza.
Kristin partorisce, ma non è la figlia tanto desiderata, ma un altro maschio. Quando Erlend non torna neanche per la nascita del figlio, Kristin battezza il figlio col nome di Erlend (ai tempi si dava il nome del padre solo se quest'ultimo era morto) e il padrino del piccolo è Ulf, il vecchio amico di Erlend e di Kristin che era stato sempre al loro servizio, già dai tempi di Husaby. Il bambino muore. In autunno (un anno dopo la visita della donna al marito) Kristin porta il figlio Munan a ricevere il sacramento della cresima dal vescovo Halvard. Ulf l'accompagna, ma quando vede la moglie accompagnata da due suoi fratelli e due contadini, aggredisce uno di loro: Jertrud (la moglie di Ulf) stava andando dal vescovo a denunciare il marito, sostenendo che quest'ultimo fosse il vero padre del figlio di Kristin. Kristin discute quindi col Vescovo, ma è creduta colpevole dalla gente. Torna a casa e i suoi cinque figli maggiori vanno a parlare con il vescovo Halvard. La situazione però non migliora. Il piccolo Lavrans allora, nonostante sia malato, decide di andare di nascosto ad avvertire il padre. Erlend torna subito a Jörundgaard, pentito di non essere tornato prima. Arrivato a casa però, viene ferito da uno dei nipoti di Jertrud. Prima di morire, Erlend rivela alla moglie che sarebbe voluto tornare e di averla aspettata per tutto quel tempo, ma dopo aver saputo come la moglie aveva chiamato il suo ultimo figlio credeva che fosse ormai troppo tardi. Prima che Erlend muoia, i due si riappacificano.
Ormai vecchia e stanca Kristin si chiude in convento. Finalmente trova la serenità in Dio. Giunge la Peste Nera e, nei suoi ultimi giorni di vita, Kristin si adopera per aiutare gli ammalati, nella speranza di ottenere così il perdono per i suoi peccati. 

## Personaggi
- Kristin figlia di Lavrans: la protagonista del romanzo. Promessa sposa di Simon Darre, rompe il fidanzamento per sposare Erlend. Da lui ha otto figli, ma solo sette restano in vita.  È una donna bellissima, dalla pelle chiara e i capelli biondi, che si inscuriscono nel corso del tempo. Da bambina è una ragazza allegra, ma con il tempo si carica di responsabilità diventando sempre più dura. Accetta la propria posizione sociale dopo l'arresto di Erlend perché riconosce di essersi scelta da sola quella vita.

- Erlend figlio di Nikulaus: è il marito di Kristin. Prima di lei ha avuto una relazione con un'altra donna (Eline) dalla quale ha avuto due figli, Orm e Margret. Dopo essere arrestato in quanto capo di una congiura ai danni del re viene liberato, ma gli vengono confiscati molti terreni. È per questo che con la moglie si trasferisce a Jörundgaard.

- Lavrans figlio di Björfulf: padre di Kristin. Uomo benvoluto da tutti e rispettoso della legge. Sposa Ragnfrid da giovane e cerca di essere per lei un buon marito. Nel corso del romanzo viene descritto più volte come un bell'uomo, saggio e rispettoso di Dio. Inizialmente si scontra con la figlia a causa della decisione presa da quest'ultima di sposare Erlend, ma poi accetta e riesce anche ad avere buoni rapporti con il genero.

- Simon Darre: promesso sposo di Kristin, non smetterà mai di amarla ma glielo confesserà soltanto in punto di morte. Prima della sua relazione con la protagonista, si capisce che ha avuto un rapporto con un'altra donna, dalla quale ha avuto una figlia. Questa donna però muore.  Dopo la rottura del fidanzamento con Kristin sposa la sorella minore della donna, Ramborg. Durante tutta la prigionia di Erlend resta vicino alla protagonista.